# بيك بولاد (جرغلان)
بیك بولاد (بالفارسية: بیک پولاد) هي قرية تقع في إيران في قسم جرغلان الريفي. يقدر عدد سكانها بـ 2,441 نسمة .